# Jean-Marie Charles Abrial
Jean-Marie Charles Abrial (Réalmont, 17 december 1879 - Dourgne, 19 december 1962) was een Frans admiraal.
Tijdens de Eerste Wereldoorlog was hij onder meer commandant van een patrouilleboot. In 1939 kreeg hij het bevel over de Franse marine in Noordwest-Frankrijk. In die hoedanigheid onderscheidde hij zich in de slag om Duinkerke in mei 1940. Na zijn evacuatie uit het door de Duitsers belegerde Duinkerke kreeg hij het bevel over de havenstad Cherbourg. Deze moest hij in juni van dat jaar aan de Duitsers overgeven. Vervolgens was hij van juli 1940 tot juli 1941 gouverneur-generaal van Algerije. Na de landing van de geallieerden in Noord-Afrika werd hij in november 1942 minister van marine en bevelhebber van de zeestrijdkrachten in de regering van het Vichy-regime. Hij zou deze functies tot maart 1943 bekleden.
Hiervoor werd hij na de oorlog in 1946 tot tien jaar dwangarbeid veroordeeld; ook verloor hij zijn staatsburgerschap. Hij bleef slechts tot 1947 in gevangenschap.

## Militaire loopbaan
- Adelborst (Aspirant): 5 oktober 1899
- Luitenant ter zee der 3de klasse (Enseigne de vaisseau): 5 oktober 1901
- Luitenant ter zee der 1ste klasse (Lieutenant de Vaisseau): 21 januari 1909
- Korvetkapitein (Capitaine de corvette): 1 januari 1918
- Fregatkapitein (Capitaine de frégate): 1 augustus 1920
- Kapitein-ter-zee (Capitaine de vaisseau): 26 oktober 1925
- Schout-bij-nacht (Contre-amiral): maart 1930
- Vice-admiraal (Vice-amiral): oktober 1936

## Onderscheidingen
- Legioen van Eer
  - Grootkruis op 30 mei 1940[1]
  - Grootofficier op 24 juni 1937[1]
  - Commandeur op 30 juni 1932[2]
  - Officier op 30 november 1921[2]
  - Legionair op 31 december 1913
- Médaille militaire op 14 juli 1941
- Croix de guerre 1914-1918
- Croix de guerre 1940-1945 met 3 Palmen
- Officier in de Maritieme Orde van Verdienste op 27 juli 1935
- Commandeur in de Orde van Sharifian Alawaidis
- Commandeur in de Orde van de Glorie